# 双山镇 (嫩江市)
双山镇，是中华人民共和国黑龙江省黑河市嫩江市下辖的一个乡镇级行政单位。
双山镇邻近黑龙江农垦九三管理局，老莱河为两地界河。
自2010年来，实行了“场县共建”和城乡一体化计划，双山镇在归属上保持不变，但是行政上已经实际归属于临近的黑龙江农垦九三管理局管理。九三管理局确立了“东部主城区、西部新城区、经济开发区、双山示范区”四区发展框架，把东起鹤山路、西至老莱河的区域确定为局直西部新城区。将城市的发展重点向西部转移，使九三城和双山镇紧密连接。双山镇原有的平房已经大量拆除，改建成多层楼房组成的双吉小区。4.93万亩耕地全部交由农垦九三管理局经营。
双山镇上设有中国国铁哈加线九三站，原名双山站，2006年改为现名。

## 行政区划
双山镇下辖以下地区：
双山村、青山村、蔡窑村、双兴村和展新村。